# Станіслав Станкевич
Станіслав Станкевич (23 лютого 1907, Орленяти — 6 листопада 1980, Нью-Йорк, США) — білоруський літературознавець, громадський і культурний діяч, публіцист, критик. Також вживав псевдоніми Язеп Караневський, Олесь Крига та Дивосил.

## Життєпис
Походив із роду Станкевичів, його дядько по матері Ян Станкевич був одним із найбільших білоруських мовознавців.
Закінчив Віленську білоруську гімназію та Вільнюський університет, де в 1933 захистив магістерську роботу на тему «Білоруський елемент у творчості Елізи Ожешко».
У 1936 отримав звання доктора філософії польської та слов'янської літератури за працю «Білоруські елементи в польській романтичній поезії».
Під час навчання працював у Білоруському студентському союзі; редагував «Білоруську криницю» та «Студентську думку», був засновником та головою університетського товариства друзів білоруських студій. Написав численні публікації з білоруської літератури у вільнюській білоруській пресі.
Під час Другої світової війни, разом з іншими білоруськими націоналістами, Станкевич прагнув використати звільнення від більшовизму, зміну тоталітарних режимів у Білорусі для відновлення роботи на користь білоруської справи, для якої білоруські національні активісти займали посади в місцевій цивільній окупаційній адміністрації. Станкевич став мером Борисова і обіймав цю посаду під час операцій проти антиєврейських винищувальних акцій в 1941—1942.
Незважаючи на те, що немає фактів, які підтверджують безпосередню участь Станкевича у Голокості, і що через свою посаду цивільного лідера він не брав безпосередньої участі у масових розстрілах євреїв, Станкевич, проте, без достатніх підстав все ще звинувачується у винищенні євреїв Борисова.
Був делегатом Другого Загальнобілоруського конгресу. Наприкінці 1945 очолив нелегальний Білоруський національний центр в окупованій Великою Британією зоні Німеччини. Був першим головою Антибільшовицького блоку народів (1946).
Після закінчення Другої світової війни разом з Миколою Абрамчиком відновив Раду БНР у вигнанні. Редагував журнал БНК «Рух» та газету «Бацькаущина» (1948—1962). Створив філію Білоруського інституту науки і мистецтва в Нью-Йорку в Німеччині, редагував усі чотири книги «Записів» Інституту, які були видані в Мюнхені.
З 1962 жив у Нью-Йорку. З 1963 до смерті був головним редактором газети «Беларус», яка під його редакцією опублікувала близько 200 номерів. Постійно співпрацював з Радіо Свобода. У США видав книги «Беларуская падсавецкая літаратура першае паловы 1960-х гадоў» (1967) та «Янка Купала. На 100-я ўгодкі ад нараджэньня» (1982).
Він є автором праці «Русыфікацыя беларускае мовы ў БССР і супраціў русыфікацыйнаму працэсу» про ідеологію та практику русифікації в Білорусі в 1950-х — початку 1960-х, опублікованій у «Запісах» Білоруського інституту науки і мистецтва 1962 року в Мюнхені.
Похований на Білоруському цвинтарі в Іст-Брансвіку, Нью-Джерсі (США).